# Bataille du Donets
Invasion de l'Ukraine par la Russie de 2022
Guerre du Donbass
Batailles
Offensive de Kiev (Jytomyr, Kiev) : 
- 1re Hostomel
- Tchernobyl
- Ivankiv
- Kiev
- 2e Hostomel
- Vassylkiv
- Boutcha
- Irpin
  - Bombardement de réfugiés
- Jytomyr
- Mochtchoun
- Makariv
- Brovary

Offensive du Nord (Tchernihiv, Soumy) :
- Hloukhiv
- Slavoutytch
- Bombardements
- Soumy
- Trostianets
- Tchernihiv
- Okhtyrka
- Lebedyn
- Konotop
- Romny
- Desna
- Escarmouches frontalières

Russie  (Briansk, Belgorod) :
- Incursions en Russie occidentale
  - Oblast de Briansk
  - Oblasts de Belgorod et de Koursk
    - Incursions de 2024

  - Bombardement de Belgorod
- Oblast de Koursk (août 2024)

Campagne de l'Est (Donetsk, Louhansk, Kharkiv)
Kharkiv :
- 1re Kharkiv
  - Tchouhouïv
  - Bombardements : en février
  - en mars
  - en avril
  - du bâtiment administratif
- Izioum
- 2e Kharkiv
  - Balaklia
  - 1re Koupiansk
  - Chevtchenkove
- 3e Kharkiv

Nord du Donbass:
- Starobilsk
- Sloviansk
  - Dovhenke
  - 1re Lyman
  - Sviatohirsk
  - Bohorodychne et Krasnopillia
  - Bombardements : Bilohorivka
  - Kramatorsk
- Sievierodonetsk
  - Kreminna
  - Donets
  - Roubijné
  - Popasna
  - Tochkivka
  - Massacre
- Lyssytchansk
- 2e Kharkiv
  - Balaklia
  - 1re Koupiansk
  - Chevtchenkove
  - 2e Lyman
- Oblast de Louhansk
  - Ligne Svatove-Kreminna
  - Serebryansky
  - 2e Koupiansk

 Centre du Donbass:
- Horlivka
- Popasna
- Svitlodarsk
- Bakhmout
  - Soledar
- Siversk
- Tchassiv Iar
- Toretsk

Sud du Donbass :
- Volnovakha
- Marioupol
  - Bombardements : de l'hôpital
  - du théâtre
  - de l'école d'art
- Pisky
- Vouhledar
  - Pavlivka
- Marïnka
- Contre-offensive de 2023
- Avdiïvka
- Novomykhaïlivka
- Pokrovsk
  - Krasnohorivka
  - Toretsk
- Bombardements :
- Makiïvka
- Donetsk

Campagne du Sud (Mykolaïv, Kherson, Zaporijjia)
- 1re Kherson
- Odessa
- Melitopol
- Mykolaïv
  - Bombardements : à fragmentation
  - du bâtiment administratif
- 1re Berdiansk
- Zaporijjia
- Tchornobaïvka
- Enerhodar
- Voznessensk
- Houliaïpole
- Davydiv Brid
- 2e Berdiansk
- Nova Kakhovka
- 2e Kherson
  - Doudtchany
- Dniepr
- Tchoulakivka
- Contre-offensive de 2023
  - Robotyne

Frappes aériennes dans l'Ouest et le Centre de l'Ukraine
- Lviv (02/2022)
- Vinnytsia (03/2022)
- Yavoriv (03/2022)
- Deliatyne (03/2022)
- Dnipro

Guerre navale
- Île des Serpents (02/2022)
- Moskva (04/2022)

Attaques en Crimée
- Novofedorivka (08/2022)
- Djankoï (08/2022)
- Pont de Crimée (10/2022)
- Base navale de Sébastopol (10/2022)
- Pont de Crimée (07/2023)
- Base navale de Sébastopol (09/2023)

Débordement
- Aéroport de Millerovo
- Sabotages en Russie
- Attaques en Transnistrie
- Sabotage des gazoducs Nord Stream
- Terrain d'entraînement militaire de Soloti
- Explosions en Pologne
- Bases aériennes de Dyagilevo et Engels-2
- Base aérienne de Minsk-Matchoulichtchi
- Crise russo-moldave de 2023
  - Accusations de tentative de coup d'État en Moldavie
- Incident de drone de 2023 en mer Noire
- Rébellion du groupe Wagner

Massacres
- Tchernihiv
- Boutcha
- Borodianka
- Olenivka
- Izioum

La bataille du Donets, également appelée bataille de Bilohorivka, est un engagement militaire qui a lieu du 5 au 13 mai 2022 à proximité des villes de Lyman et de Sievierodonetsk durant la Bataille du Donbass. C'est une étape de l'offensive russe dans l'est de l'Ukraine lors de l'invasion russe du pays.
Les forces russes de la 74e brigade de fusiliers motorisés de la Garde  de la 41e armée ont été vaincues par les chars de la 30e brigade mécanisée et l'artillerie de la 17e brigade blindée des Forces armées ukrainiennes alors que les Russes tentaient de traverser à différents passages la Donets près des villages de Dronivka, Bilohorivka et Serebrianka.
Les forces ukrainiennes avaient auparavant réussi à repousser de nombreuses tentatives de traversée du fleuve par les forces russes. La destruction d'un groupe tactique de bataillon entier le 10 mai a cependant été décrite comme « l'engagement le plus meurtrier de la guerre » et comme un « désastre » pour l'armée russe.

## Contexte
Le Donets, le quatrième plus long fleuve d'Ukraine et le plus long d'Ukraine orientale, a longtemps été considéré comme une ligne de défense stratégique pour les Forces armées ukrainiennes durant la guerre du Donbass. Le contrôle du Donets, le plus long fleuve de la région, permet de manœuvrer librement du matériel militaire au nord et au sud le long des rives, d'avoir un impact sur l'agriculture régionale et de contrôler l'approvisionnement en eau de villes clés telles que Sievierodonetsk, Lyssytchansk, et Kharkiv...
Au cours de la bataille du Donbass, qui a débuté le 18 avril 2022, les forces russes ont avancé depuis la ligne de contact de 2014 vers la ville de Lyman, dans le cadre d'une tentative plus large d'encercler un saillant tenu par plus de 40 000 soldats ukrainiens,. La rivière Siverskyi Donets était le plus grand obstacle naturel face à l'offensive. Les tentatives russes de traverser la rivière à d'autres endroits impliquaient le déploiement de ponts flottants pour faciliter le transport des troupes et du matériel ; certaines ont réussi.

## Ordre de bataille
Armée de terre ukrainienne
- 17e brigade blindée
- 30e brigade mécanisée
- 80e brigade d'assaut aérien

Armée de terre russe
- 74e brigade de fusiliers motorisés de la 41e armée

## Préambule à la bataille
Au matin du 5 mai, l'armée russe, à la suite d'un bombardement d'artillerie, tente de traverser le fleuve à Dronivka, mais est stoppée par les troupes et les chars ukrainiens. Deux chars de la 30e brigade mécanisée ont engagé au moins quatre ou cinq véhicules BMP russes, deux bateaux et deux escouades d'infanterie à une distance de 1 200 mètres, arrêtant l'avance. Un duel d'artillerie a suivi, au cours duquel les Russes ont perdu 10 véhicules et la tête de pont.
Le 8 mai, les forces russes ont construit un pont flottant sur le Donets à Bilohorivka. Des milliers de soldats, de chars et autres véhicules militaires se sont préparés à traverser la rivière.
Le même jour, la 17e brigade blindée ukrainienne envoie un détachement de reconnaissance sur la rive ouest pour observer les avancées russes. Les troupes russes lancent alors des grenades fumigènes dans la zone, créant des difficultés de visibilité. Les forces ukrainiennes déploient alors des drones, repérant avec succès le pont flottant au matin. L'information est alors immédiatement transmise à l'armée de l'air ukrainienne et aux détachements d'artillerie stationnés dans la zone, qui pilonnent le pont avec des  bombardements aérien et d'artillerie combinés. Il a été confirmé que le pont avait été détruit le 10 mai.
Le dernier pont a été construit entre Bilohorivka et Serebrianka vers le 12 mai, et a également été détruit, avec le dernier pont russe. Les troupes se sont retirées de leur côté de la rivière le 13 mai.

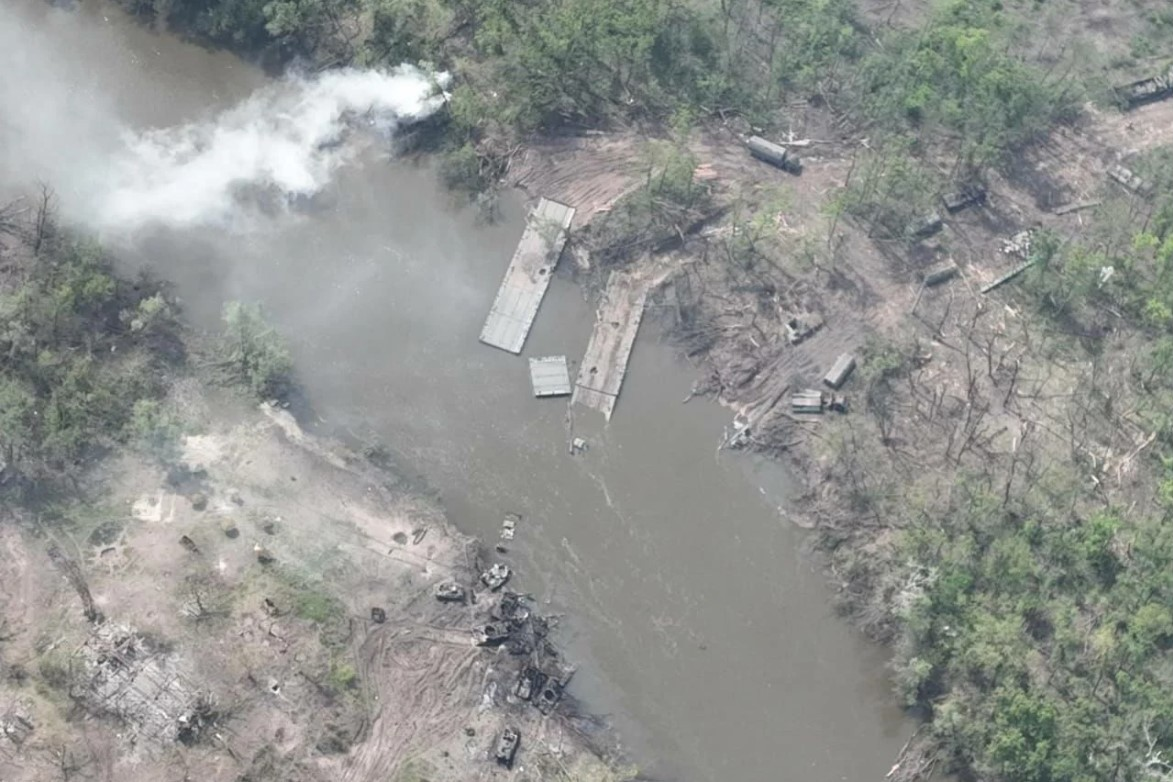
Le pont flottant et des véhicules russes détruits près de Bilohorivka

## Bataille de Belogorivka
Selon l'Institute for the Study of War, sur les quelque 550 soldats russes envoyés le 11 mai près de Bilohorivka qui ont participé à la tentative de traversée, appelée « bataille de Bilohorivka » (où Belogorivka), 485 ont été tués ou blessés, et plus de 80 pièces d'équipement russe ont été détruites. The Times a estimé que plus de 1 000 soldats ont perdu la vie pendant la bataille du Donets, tandis que Newsweek a cité des allégations ukrainiennes selon lesquelles jusqu'à 1 500 soldats sont morts,,.
Au total, quatre ponts ont été construits et trois têtes de pont ont été établies : à Dronivka, à Bilohorivka et à Serebrianka. La bataille a duré huit jours (du 5 mai au 13 mai), au cours desquels tous les ponts et toutes les têtes de pont ont été détruits par l'armée ukrainienne. Au total, deux bataillons BTG russes auraient été détruits ou mis en déroute.
Selon Serhiy Haidaï, le gouverneur de l'oblast de Louhansk, pendant la bataille, les Ukrainiens ont détruit des chars russes, des véhicules blindés, du matériel de pontage, des hélicoptères et des vedettes rapides. Haidai a affirmé que les forces ukrainiennes avaient détruit deux BTG russes, soit près de 1 000 soldats.
Une autre source évalue les pertes russes à au moins six chars, quatorze BMP véhicules blindés d'infanterie, sept véhicules amphibies MT-LB, cinq autres véhicules blindés et un remorqueur. Les observations basées sur des images de drone évaluent les pertes russes à 73 véhicules et équipements.

## Conséquences
La bataille a attiré l'attention d'internautes russes spécialisés dans l'analyse militaire. L'un de ces blogueurs, Yuri Podolyaka, a écrit en ligne : « La dernière goutte qui a fait déborder ma patience a été les événements autour de Bilohorivka, où à cause de la stupidité — je souligne, à cause de la stupidité du commandement russe — au moins un groupe tactique de bataillon a été brûlé, peut-être deux ».